# Feusisberg
Feusisberg (toponimo tedesco) è un comune svizzero di 5 071 abitanti del Canton Svitto, nel distretto di Höfe.